# کایاداغ (بتلیس)
کایاداغ (به ترکی استانبولی: Kayadağ) یک منطقهٔ مسکونی در ترکیه است که در بیتلیس واقع شده‌است.